# Cassandra Pickett Durham
Cassandra Pickett Windsor Durham (née le 21 mai 1824 – morte le 18 octobre 1885) est une médecin américaine. Elle est la première femme à avoir obtenu un diplôme en médecine dans l'État de Géorgie.
En 1993, elle est intégrée à la liste des Georgia Women of Achievement.

## Biographie
Cassandra Pickett naît en 1824 dans le comté de Fairfield (Caroline du Sud). Elle est la fille de John Jeptha Pickett Sr. et de Nancy Boulware. Elle grandit dans le comté de Stewart (Géorgie) et se marie à Jonathan Windsor en 1845. Windor meurt six ans plus tard. Pickett se marie avec John Pryor Durham, un médecin, en 1854. Le couple aura quatre enfants.
Cassandra Durham accompagne régulièrement son mari lorsque ce dernier visite des patients. Après la mort de ce dernier en 1869, elle confie la garde de ses enfants à sa famille et déménage à Macon (Géorgie) afin d'entamer des études au Reform Medical College of Georgia.
Après ses études, Durham devient la première femme de l'État de Géorgie à avoir un diplôme en médecine. Elle déménage à Americus (Géorgie) et se spécialise en médecine éclectique (en), amassant et préparant par elle-même des herbes médicinales.
Elle pratique à Americus pendant une quinzaine d'années et, malgré certains préjugés de ses collègues mâles, acquiert le respect et la fidélité d'une certaine clientèle de la ville et des environs.
Durham meurt soudainement en 1885 d'une grave crise d'apoplexie alors qu'elle traite un patient.